# DJ Premier
Christopher Edward Martin (născut pe 21 martie 1966 în Houston, Texas), mai cunoscut după numele său de scenă, DJ Premier, este un producător muzical și DJ american fiind și jumătatea instrumentală a duo-ului hip hop, Gang Starr din care mai făcea parte și emcee-ul Guru. Născut în Houston și crescut în Prairie View, Texas, DJ Premier a locuit în Brooklyn, New York pentru mare parte din cariera sa profesională. Rolling Stone l-a numit pe Premier cel mai bun producător de hip-hop al tuturor timpurilor. 
The Source l-a numit ca unul dintre cei mai buni cinci producăori din istoria muzicii hip-hop în timp ce About.com l-a numit de asemenea cel mai bun dintr-o listă de 50 de producători din muzica hip-hop. 
1. ↑  „DJ Premier”, Gemeinsame Normdatei, accesat în 28 aprilie 2014
2. ↑  „DJ Premier”, Gemeinsame Normdatei, accesat în 15 decembrie 2014